# Servicio Nacional de Sangre (Uruguay)
El Servicio Nacional de Sangre «Dr. Julio C. Estol» (por sus siglas: SNS) es la dependencia de la Administración de los Servicios de Salud del Estado —ASSE, el prestador estatal de salud pública en Uruguay— encargada de la organización del empleo terapéutico de la sangre y sus derivados. Fue creado por la ley 12 072, del 27 de noviembre de 1953, y desde el año 1991 lleva el nombre del doctor Julio César Estol, el precursor de la hemoterapia académica en Uruguay.
El Sistema gestiona el programa de intercambio de hemocomponentes en toda la red de hemoterapia del país, tanto del sector público como del privado. Centraliza la distribución y garantiza el stock estable de insumos a todos los servicios de hemoterapia de ASSE. A través de campañas de sensibilización, el SNS impulsa la donación de sangre voluntaria y repetida, y promueve la participación y el protagonismo comunitario.